# Пессин (Германия)
Пессин (нем. Pessin) — община в Германии, в земле Бранденбург.
Входит в состав района Хафельланд. Подчиняется управлению Фризак. Население составляет 647 человек (на 31 декабря 2010 года). Занимает площадь 20,28 км².
| Год  | Население |
| ---- | --------- |
| 2005 | 662       |
| 2010 | 654       |

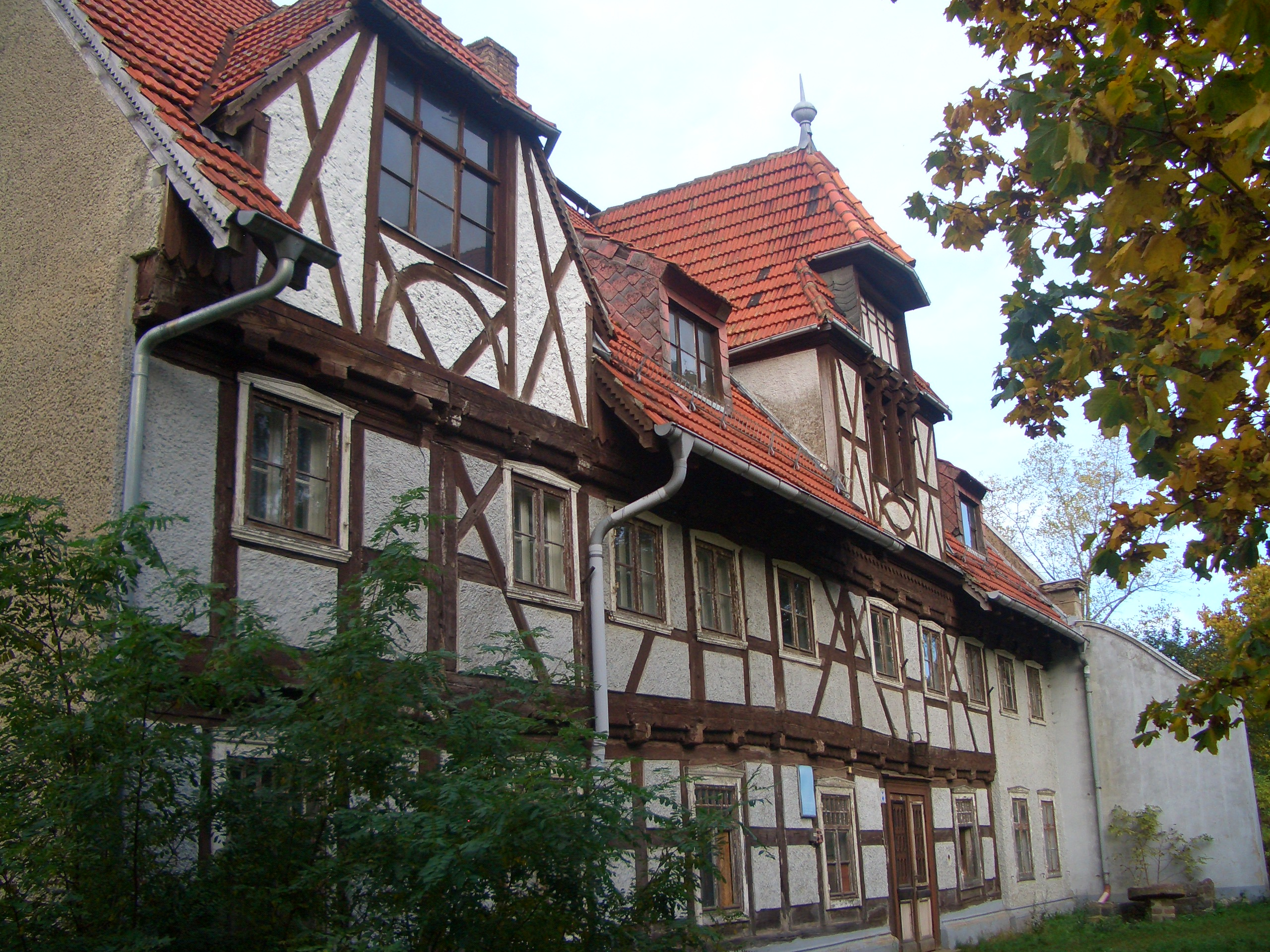
Herrenhaus derer von Knoblauch 2006
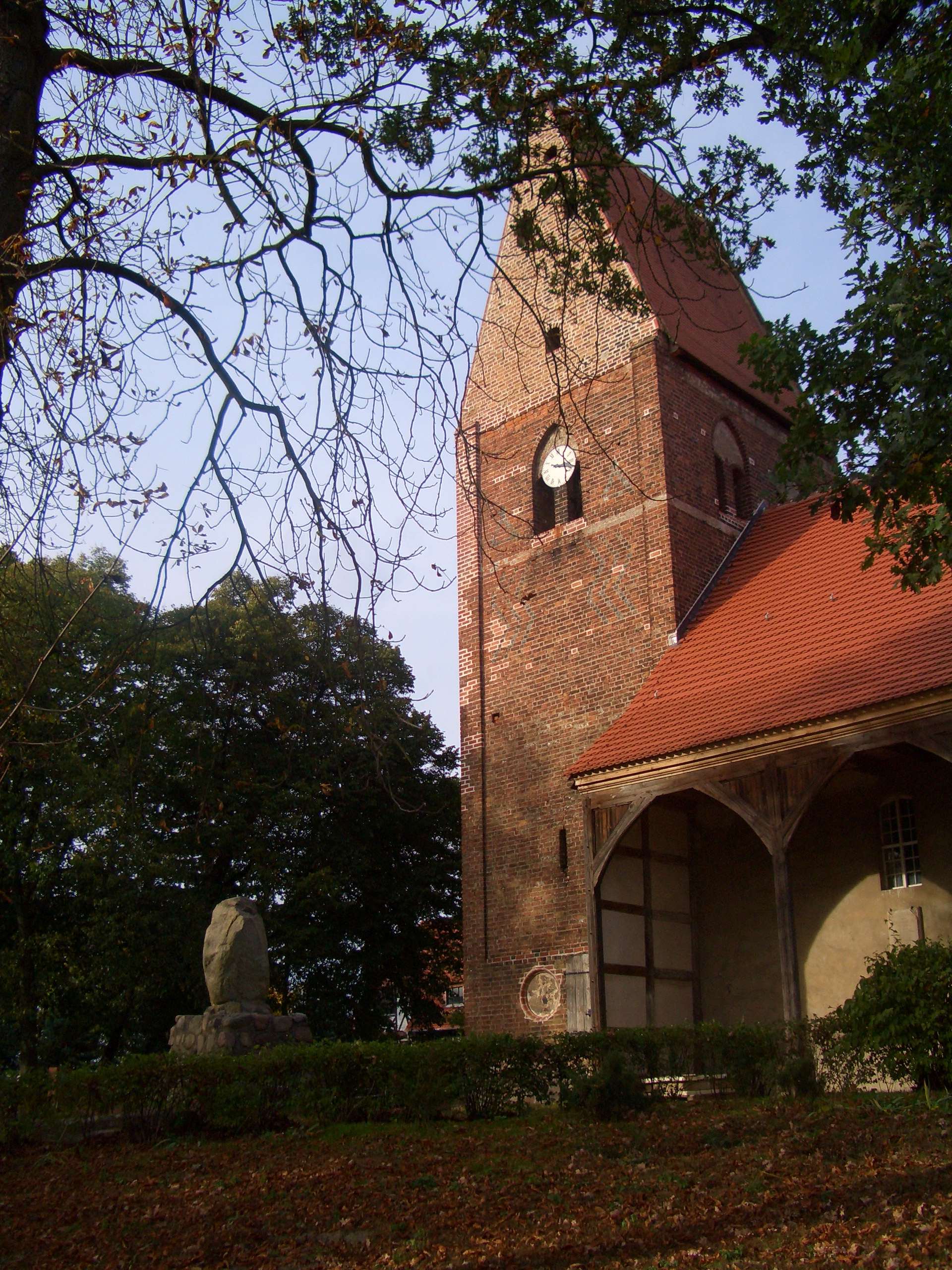
Kirche von Pessin
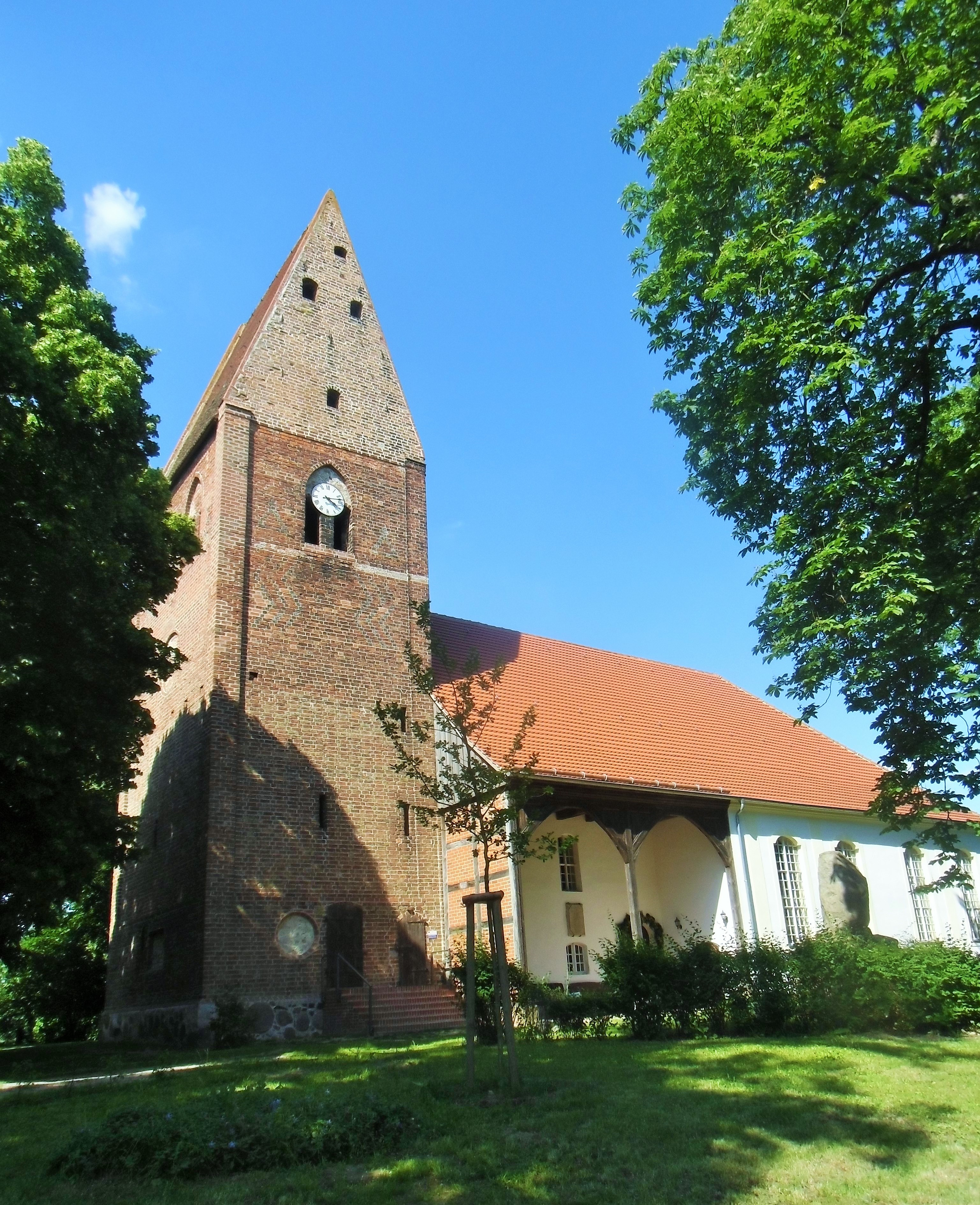